# Digitaal product
Een digitaal product is een product in digitale vorm, het bestaat uit informatie-overdracht via een digitaal kanaal waarvoor klanten betalen. Digitale kanalen kunnen bijvoorbeeld internet-websites en e-mails zijn, maar ook fysieke digitale gegevensdragers als compact discs en DVD's.

## Voorbeelden
Enkele voorbeelden van digitale producten zijn:
- digitale documenten, zoals e-books, pdf-rapporten, handleidingen, e-magazines en nieuwsbrieven
- digitale films en foto's
- audioboeken
- streaming media van bijvoorbeeld muziek (o.a. Spotify), podcasts, tv-programma's (o.a. NPO Plus, Videoland en Netflix) en video on demand
- (professionele) online databanken, zoals die van het Kadaster en de Kamer van Koophandel, en krantenarchieven die alleen via een abonnement beschikbaar zijn
- online computerspellen
- software zoals besturingssystemen, tekstverwerkers, spreadsheetprogramma's, tekenprogramma's en communicatieprogramma's (zoals berichtenservices en videoconferenties)
- online cursussen
- bouw van websites (als dienst), zowel het bieden van zelfbouw als op maat gemaakte (webdesign).

## Voordelen voor klanten
Vanuit de klant bezien bieden digitale producten via internet vooral gemak:
- men hoeft er de deur er niet voor uit en hoeft er niet speciaal voor thuis te blijven
- men kan een digitaal product aanschaffen op elk gewenst tijdstip en gewenste plek
- de afnemer hoeft alleen te beschikken over een elektronisch apparaat, zoals een pc, laptop, smartphone of tablet die op internet is aangesloten.

## Betekenis voor leverancier
Voor een leverancier zijn er belangrijke verschillen met de verkoop van fysieke producten en diensten.

### Kosten
- In de regel zijn digitale producten kostbaar om te maken, maar goedkoop om te reproduceren. Verschillen met fysieke producten en diensten zijn:
  - Een digitaal product wordt éénmaal vervaardigd, daarna is het in principe onbeperkt leverbaar (met een druk op de knop is gemakkelijk en goedkoop een digitale kopie te maken). Voor software zijn in de regel nog wel updates nodig. Uitzondering zijn databanken en streamingdiensten, die vereisen in de regel dat ze continu worden aangevuld en onderhouden.
  - De marginale kosten van een extra product zijn daardoor zeer laag.
- Goede beveiliging van het digitale product, waardoor illegaal kopiëren, piraterij en hacking tot het minimum worden beperkt.
- Geen verzendkosten, geen inventaris en geen voorraadbeheer als het om verzending via internet gaat; er is immers geen fysieke opslagplaats nodig voor een digitaal product.
- Daarnaast zijn er reguliere kosten, zoals voor:
  - een geschikt verkoopkanaal (webwinkel) en daaraan gekoppelde backoffice die voldoen aan de regels van het land waarin wordt verkocht, met o.a. een betaaldienst, facturering, (klanten- en verkoop)administratie, levering, belastingafdracht, mogelijkheid voor klanten om recensies achter te laten, etc.
  - marketing.

### Opbrengsten
Zolang klanten het product willen aanschaffen of blijven gebruiken (in geval van abonnementen), zijn er schier eindeloze opbrengsten. Wel is het belangrijk het digitale product actueel te houden en de productcatalogus regelmatig te actualiseren.

## Verwante begrippen
- Digitale goederen: is een breder begrip, inclusief gratis beschikbare content op internet.[bron?]
- E-commerce: is ook een breder begrip, inclusief de verkoop via internet van tastbare goederen (zoals kleding en huisraad) en fysieke diensten (zoals e-tickets voor een dagje uit).